# Czepil
Czepil (ukr. Чепіль) – wieś na Ukrainie, w obwodzie charkowskim, w rejonie iziumskim, w hromadzie Sawynci. W 2001 liczyła 991 mieszkańców, wśród których 857 wskazało jako ojczysty język ukraiński, 125 rosyjski, 3 mołdawski, 1 białoruski, 1 ormiański, 1 romski, a 3 inny.